# Слижи (Могилёвская область)
Слижи (бел. Сліжы́) — деревня в Городищенском сельсовете Шкловского района Могилёвской области Беларуси.

## География
Деревня расположена на высоте 182 м над уровнем моря, к северу от центра сельсовета — деревни Городище, близ истока речки Миловки, находящегося западнее деревни, на левобережье реки Авчеса (Овчеса) впадающей в Басю к востоку от деревни.

## История
В 1670 году упоминается как село с церковью в Оршанском повете ВКЛ. В Могилёвской губернии деревня Слижи относилась к Городищенской волости Горецкого уезда. По дороге в деревню сохранились руины церкви.